# Samuel Henrik Kyander
Samuel Henrik Kyander, född 25 januari 1813 i Rantasalmi, död 9 mars 1896 i Kajana, var en finsk lantmätare, godsägare, medstiftare av Kajana Sparbank samt verkade för bildandet av moderna brandförsäkringsbolag i Finland. 

## Biografi
Hans föräldrar var fänriken och lantbrukaren Karl Magnus Kyander och Margareta Elisabet Harlin. Samuel Henrik Kyander växte upp på Quistila herrgård i Rantasalmi. Han ingick äktenskap 1841 med Sofia Helena Kristina Cronström.
Samuel Henrik Kyander blev student i Helsingfors 1831. Han studerade till lantmätare vid Helsingfors universitet, fick vice lantmätares titel 1841 samt blev tillförordnad lantmäterikommissionär i Uleåborg 1854 och ordinarie lantmäterikommissionär 1860 i samma stad. Från åtminstone 1848 ägde han Karolineburg herrgård utanför Kajana. Han var medgrundare av Kajana Sparbank 1876. 
Samuel Henrik Kyander engagerade sig  för moderna brandförsäkringars inrättande i Finland, och ledde Finska brandstodsbolaget för landet från 1869 och från 1876 Städernas i Finland brandstodsbolag för lösegendom (bildat 1871).

26 september 1856 erhöll Samuel Henrik Kyander en minnesmedalj i Sankt Andreas ordens band "för krigsåren 1853–56".

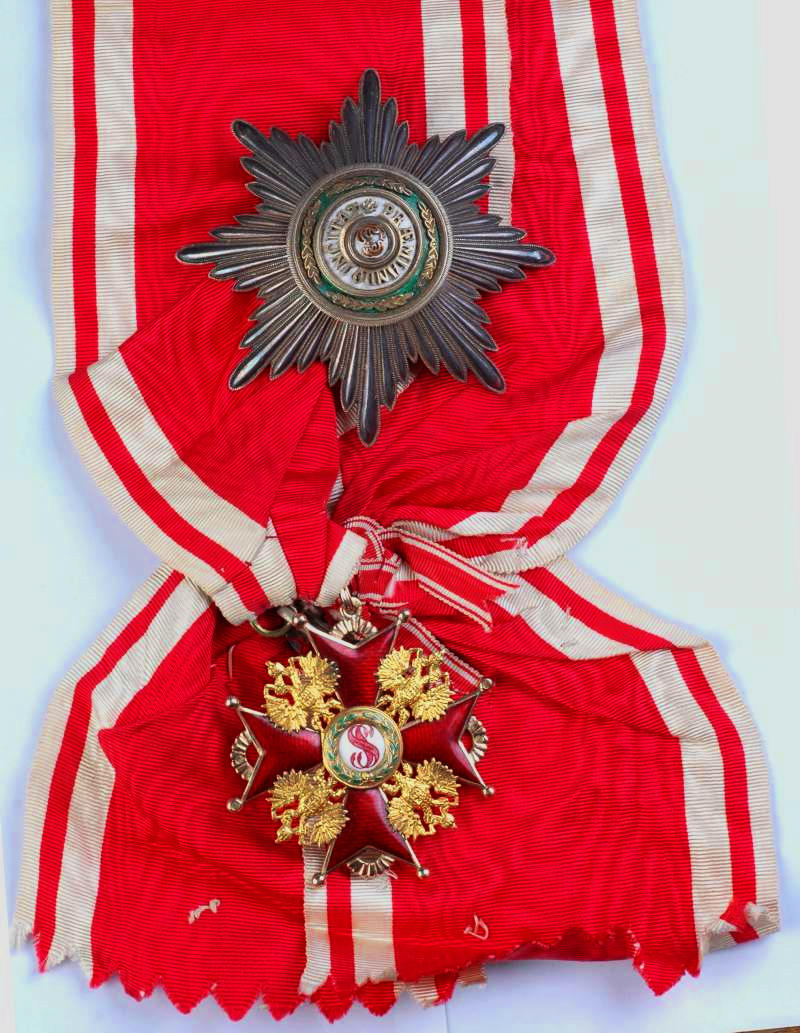
Rysk Sankt Stanislausorden, här emellertid av 1. kl.

Samuel Henrik Kyander mottog en rysk Sankt Stanislausorden av 3. klass 26 april 1878, vilket innebar ett personligt ryskt adelskap. Från 1855 avskaffades ärftligt adelskap i förbindelse med mottagandet av Stanislausorden av 2. och 3. klass, men bibehölls för 1. klass.
Han var far till senatorn Henrik Waldemar Kyander (1850–1924), juristen och lantdagsmannen Ivar Alexander Kyander (1854–1934) och prosten, folkbildningsmannen Ernesti Kustaa (eg. Ernst Gustaf) Kyander (1852–1925).